# 津沢マサ子
津沢 マサ子（つざわ まさこ、1927年 - ）は、俳人。宮崎県椎葉村に生まれる。1943年熊本県立甲佐高等女学校卒業。後藤是山の「東火」、古川克己の「四季」、大野我羊の「東虹」、西東三鬼の「断崖」に俳句を学び、1967年「俳句評論」に入門、高柳重信に師事。1977年、「俳句評論」の第5回五十句競作にて「不毛の夏」で佳作第二席。同年第24回現代俳句協会賞受賞。ほかに第4回俳句評論賞、第6回鬣TATEGAMI俳句賞などを受賞している。1981年まで「俳句評論」同人、その後は無所属。句集に『楕円の昼』『空の季節』『風のトルソー』『Ｏへの伝言』『津沢マサ子俳句集成』がある。現代俳句協会会員、日本現代詩歌文学館会員。子息に『ウルトラマン』にホシノ少年役で出演していた津沢彰秀がいる。